# Грабарка (притока Углі)
Грабарка — річка в Україні, в Звягельському та Коростенському районах Житомирської області. Права притока Углі (басейн Прип'яті).

## Опис
Довжина річки приблизно 7 км.

## Розташування
Бере початок на заході від Полоничевого. Тече переважно на північний захід і на сході від Зубковичів впадає у річку Углю, праву притоку Уборті.